# Sint-Blasiuskerk (Lendelede)

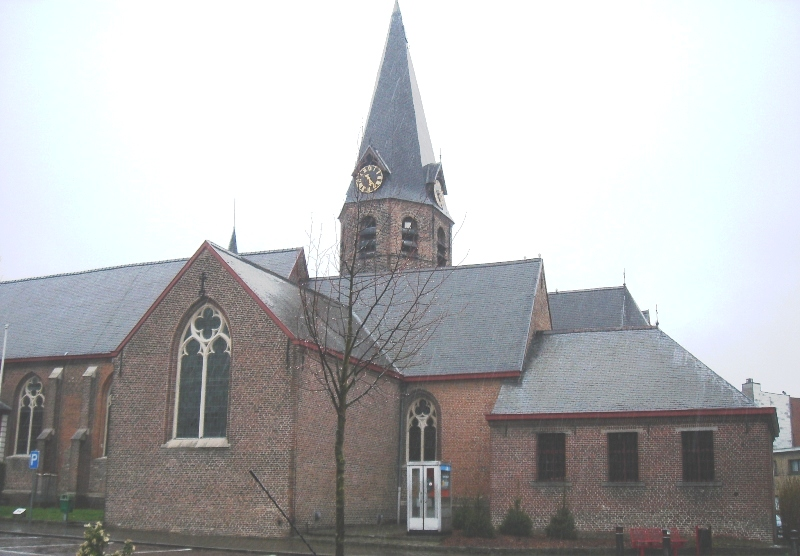
Sint-Blasiuskerk

De Sint-Blasiuskerk is de parochiekerk van de West-Vlaamse plaats Lendelede, gelegen aan het Dorpsplein.

## Geschiedenis
De eerste stenen kerk verrees in de eerste helft van de 12e eeuw, en werd in 1146 voor het eerst vermeld, maar waarschijnlijk bestond er voordien een ouder kerkje. Het patronaatsrecht kwam in 1146 in handen van de Sint-Maartensabdij van Doornik. Van dit kerkje zijn nog enkele delen in de huidige kerk bewaard gebleven. Omstreeks 1300 werd de vroeggotische toren gebouwd. Begin 16e eeuw werd het grootste deel van het romaanse kerkgebouw afgebroken en verving men het door een driebeukige hallenkerk.
Tijdens de 16e eeuw werd de kerk, met name door de godsdiensttwisten, beschadigd en vanaf 1601 hersteld.
In 1661 werd de Broederschap van de Allerheiligste Drievuldigheid gesticht, om christelijke slaven vrij te kopen die door de Saracenen gevangen waren genomen.
In 1777 werd de kerk, vanwege de bevolkingstoename, vergroot. De kerk werd naar het westen toe verlengd en kreeg een nieuwe westgevel in late barokstijl. In 1835-1836 werden twee transeptarmen gebouwd.
In 1829 werd de sacristie bijgeboud. Dit gebeurde met stenen van de Izegemse steenbakerij Vandeputte. De familie Vandeputte nam later de Lendeleedse steenbakerij over die later de stevan stortplaats werd.
In 1899 werd een nieuwe westgevel gebouwd naar ontwerp van Jules Soete. Vooral tijdens de Tweede Wereldoorlog liep de kerk schade op.

## Gebouw
Het betreft in wezen een laatgotische, 16e-eeuwse hallenkerk met een vroeggotische achtkante vieringtoren uit de 13e of begin 14e eeuw. De transeptarmen zijn 19e-eeuws.
De oudste delen van de kerk zijn in veldsteen en/of breuksteen, zoals onder de toren en aan de basis van het noordelijk- en hoofdkoor.

## Interieur
De drie beuken worden elk overkluisd door een houten tongewelf. Het hoofdkoor heeft een driezijdige sluiting. Ook de transeptarmen hebben een tongewelf. De zuidelijke transeptarm is omgebouwd tot een kapel voor de overleden pastoors van de parochie. Twee oudere schilderijen sieren de zijaltaren, en wel: Onze-Lieve-Vrouw met Kind schenkt rozenkrans aan de heilige Dominicus Guzman (18e eeuw) en Genezing van een kind door de heilige Blasius, van omstreeks 1600, mogelijk door de Izegemse kunstschilder Crombez. Een biechtstoel is van 1725. Ook is er een andere 18e-eeuwse biechtstoel, in Lodewijk XV-stijl. In dezelfde stijl werd de preekstoel uitgevoerd.
Het orgel is van 1871-1872 en werd vervaardigd door Philippe Forrest. Enkele grafmonumenten van pastoors zijn einde 18e en begin 19e eeuw. Een epitaaf is van 1740. Een 18e-eeuws beeld van een slaaf werd gebruikt als offerblok voor de Broederschap der Heilige Drievuldigheid. Een gepolychromeerd houten beeld van Sint-Barbara is wellicht 17e-eeuws.
Naast deze voorwerpen is veel ook afkomstig uit de 19e eeuw, waaronder het neogotisch hoofdaltaar van eind 19e eeuw.